# Numero di Gregory
In matematica, un numero di Gregory è un numero reale nella forma
{\displaystyle G_{x}=\sum _{i=0}^{\infty }(-1)^{i}{\frac {1}{(2i+1)x^{2i+1}}}}
dove x è un numero razionale maggiore o uguale a 1, e prende il nome dal matematico scozzese James Gregory.
Considerando l'espansione della serie di potenze per l'arcotangente, si ha che:
{\displaystyle G_{x}=\arctan {\frac {1}{x}}.}
e scegliendo x = 1, si ha la ben nota formula di Leibniz convergente a π.
In particolare
{\displaystyle {\frac {\pi }{4}}=\arctan 1}
è un numero di Gregory.